# Jarno Leppälä
Jarno Juhani Leppälä, detto Jarppi (Seinäjoki, 11 agosto 1979), è uno stuntman e personaggio televisivo finlandese. Fa parte del noto gruppo di stuntman The Dudesons.

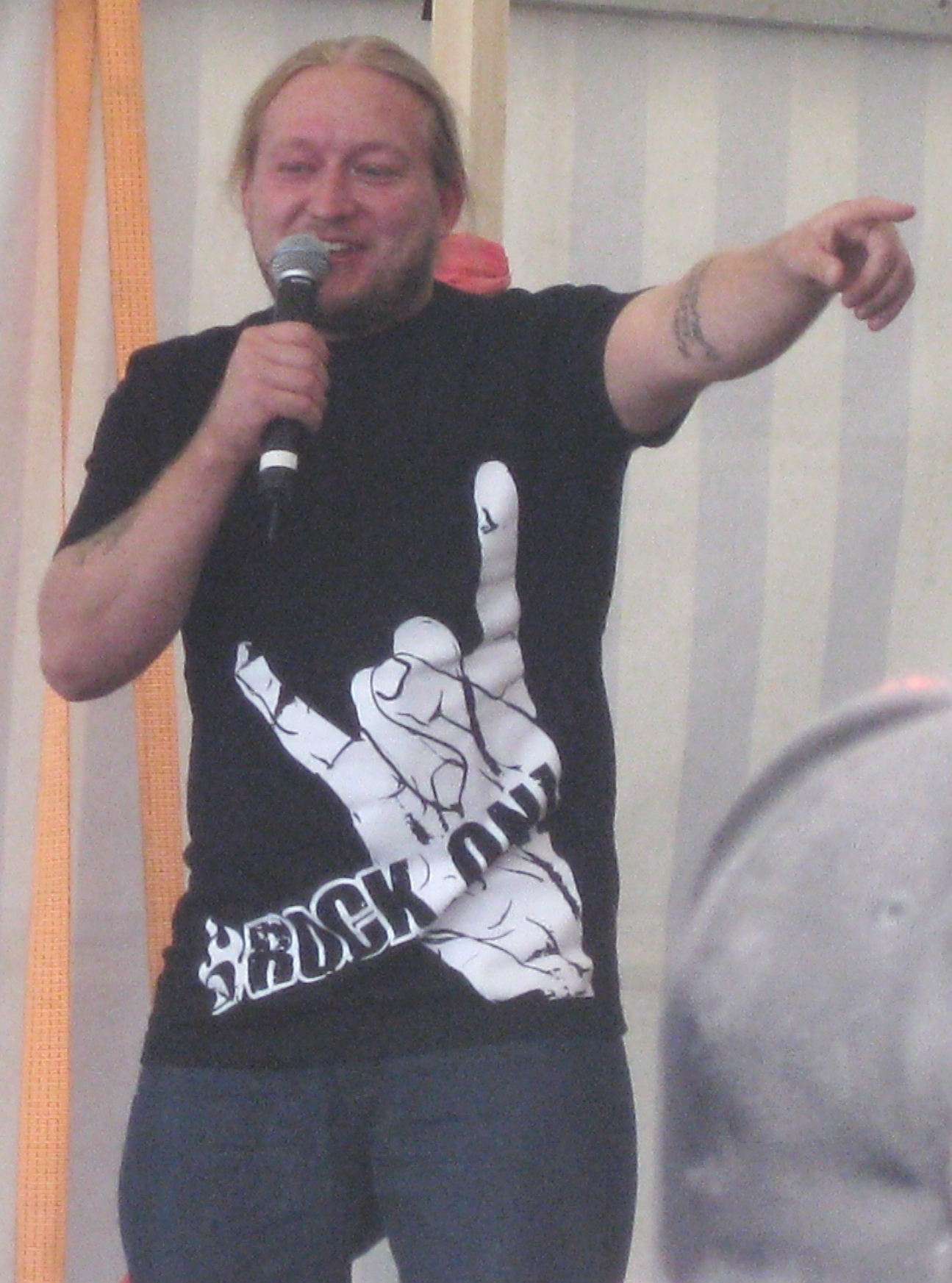
Jarno Leppälä

Jarppi non ha più il pollice destro dal 1998 a causa di un incidente avvenuto provando uno stunt durante uno dei primissimi episodi. Nonostante ciò, lo stuntman fa spesso dell'ironia su questa menomazione, affermando ironicamente in molte interviste di essere rimasto senza pollice in seguito a una battaglia con un orso.
I suoi soprannomi sono: Jarppi, Daredevil, Funny Fat Guy e Jarno2 (per distinguerlo da Jarno Laasala).
Leppälä si è recentemente sposato con la nota cantante finlandese Elina Karttunen e, nel gennaio 2010, ha avuto un figlio.

Insieme agli altri Dudesons, ha partecipato nel maggio 2011 al rally Gumball 3000, vincendo l'ambito Spirit of The Gumball Trophy.

A partire dal 25 settembre 2011, Jarppi ha partecipato, insieme alla ballerina Anna-Liisa Bergström, alla trasmissione Tanssii Tähtien Kanssa (versione finlandese di Ballando con le stelle), arrivando in finale e classificandosi al secondo posto.

## Curiosità
Da bambino, Leppälä voleva diventare un costruttore edile.

## Filmografia
- Maailmankiertue (in finlandese, 2001–2003)
- Törkytorstai  (in finlandese, 2003–2004)
- Duudsoni Elämää (in finlandese, 2004)
- The Dudesons (2006–)
- Dudesons  movie (2006)
- Ice Age 2 (voce nella versione finlandese, 2006)
- Piilokamerapäälliköt (in finlandese, 2008)
- Operaatio Maa (in finlandese, 2008)
- Bam Margera Presents: Where The Fuck is Santa? (2008)
- Up (voce di Beta nella versione finlandese, 2009)
- Ice Age 3 (voce nella versione finlandese, 2009)
- Teräspallit (in finlandese, 2010)
- The Dudesons in America (2010)
- Jackass 3D (2010)